# 郷郷ランド
郷郷ランド（ごーごーランド）は、宮城県黒川郡大郷町にある公園である。

## 概要
宮城県道9号大和松島線と宮城県道40号利府松山線の交差点から西に200mほど行った道路の南側にある公園で、支倉常長が海を渡るために乗ったとされるサン・ファン・バウティスタ号を想起させる木造船型ジャングルジムの「やんちゃ丸つねなが」や、イベントに使える野外ステージがある。

## 周辺施設・見所
- 道の駅おおさと（大郷ふるさとプラザ）
- 支倉常長メモリアルパーク
- ボートピア大郷・オフト大郷
- マリア観音
- 大窪城址公園
- 勢見ヶ森公園
- 築館公園
- 松島チサンカントリークラブ（大郷コース）
- おおさとゴルフ倶楽部
- 松島国際カントリークラブ

## アクセス
- JR東北本線松島駅から車で15分
- 東北自動車道大和ICから車で15分
- 三陸沿岸道路松島大郷ICから車で10分 
  - 駐車場 普通車15台無料